# Scopula sordida
Scopula sordida är en fjärilsart som beskrevs av W. Warren 1895. Scopula sordida ingår i släktet Scopula och familjen mätare. Inga underarter finns listade.